# Nieuw Amsterdam (Surinam)
Nueva Ámsterdam (en neerlandés: Nieuw Amsterdam) es un ressort, y capital del distrito de Commewijne en Surinam, en la confluencia de los ríos Surinam y Commewijne, tiene alrededor de 1200 habitantes, en su mayoría javaneses e indios; es el centro regional más importante, tiene casa de gobierno del comisionado de distrito, hay una estación de policía, una clínica, una biblioteca, una escuela secundaria, y un ferry regular en Leonberg en la margen izquierda del río Surinam. 

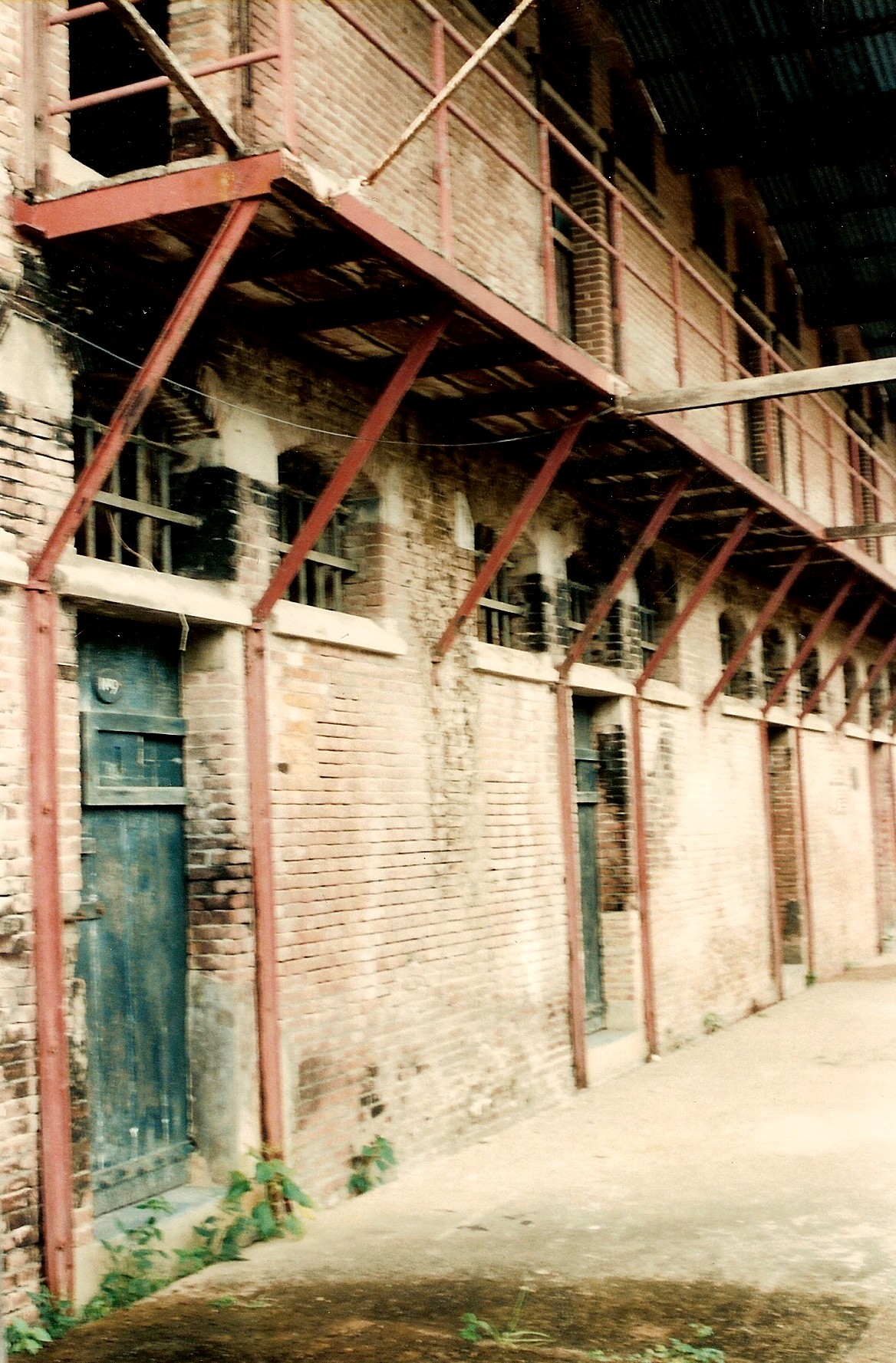
Antigua penitenciaría de Nieuw Amsterdam

En la ciudad se construyó el Fuerte Nieuw Amsterdam en la parte más prominente de la desembocadura, en un lugar llamado Tijgershol, entre 1734 y 1747, para evitar la entrada de las tropas enemigas al interior del país, tenía forma de estrella de cinco puntas con bastiones en las esquinas, algunas partes de esta construcción se conservan aún después de ser usadas durante la Segunda Guerra Mundial por los norteamericanos para proteger al río Surinam de las tropas alemanas. 
En 1873 se construyó una prisión que en los años 60 fue abandonada para trasladarse a la penitenciaría de Santo Boma en antiguo distrito de Surinam, En la actualidad Lelydorp en el distrito de Wanica. Se conservan, de la antigua cárcel, algunos de los edificios como el faro.
El poeta Shrinivási, quien trabajó como profesor en Nieuw Amsterdam, escribió algunos versos donde la metáfora de la confluencia de los ríos dio la unidad necesaria para conformar el país de Surinam.